# 関西経理専門学校
関西経理専門学校（かんさいけいりせんもんがっこう）は、学校法人大阪学院大学が運営する大阪市北区にある専修学校。

## 沿革
- 1940年 - 「関西簿記研究所」として開校
- 1953年 - 現校名に改称
- 2019年 - 4月に「夜間部全学科を2020年度以降募集停止することを決定」したことを発表[1]

## 学科

### I部（昼間）
※一部のコースを除き、高等学校卒業生及び相当の年齢に達する者等を対象
経理分野
- 経理実務学科
  - 経理実務コース（1年制）
- 経理専門学科
  - 税理士基礎コース（2年制）
  - 経理専攻コース（2年制）
  - 医療事務コース（2年制）

経営分野
- 経営学科
  - エグゼクティブコース（2年制）
  - ファイナンスコース（2年制）
  - ショップマネジメントコース（2年制）
  - 秘書コース（女子のみ）（2年制）
  - 不動産ビジネスコース（2年制）
  - 公務員ビジネスコース（2年制）
  - 経営情報コース（2年制）

### II部（夜間）
※一部のコースを除き、高等学校卒業生及び相当の年齢に達する者等を対象
- 経理実務学科
  - 経理実務コース（1年制）
- 経理専門学科
  - 経理専攻コース（2年制）
- 企業実務学科
  - ワーキングスタディ実務コース（1年制）
  - スイーツビジネスコース（1年制）
- 企業実践学科
  - ワーキングスタディ実践コース（2年制）
  - ワーキングスタディ薬業コース（2年制）

### 通信制
- 経理専門学科
  - 経理専攻コース（2年制）

## 所在地
- 〒530-0041 大阪市北区天神橋2-北1-2

## 出身者
- 大東隆行 - 王将フードサービス元社長